# Michail Leonidowitsch Gromow

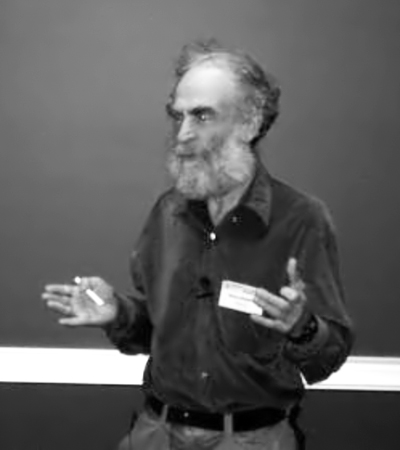
Michail Leonidowitsch Gromow

Michail Leonidowitsch Gromow (auch Michael oder Mischa Gromow; russisch Михаил Леонидович Громов; meist Mikhail Gromov oder Mikhaïl Gromov zitiert; * 23. Dezember 1943 in Boksitogorsk, RSFSR, Sowjetunion) ist ein russisch-französischer Mathematiker, der vor allem zur Differentialgeometrie, Analysis und Gruppentheorie forscht. Seit 1992 ist Gromow französischer Staatsbürger. Er gilt als einer der führenden Geometer und ist unter anderem Träger des Abelpreises 2009.

## Werdegang
Gromow besuchte die Schule 217 (Petrischule) in Leningrad. Anschließend studierte er an der dortigen Universität, wo er 1965 seinen Abschluss machte und 1969 bei Wladimir Rochlin promoviert wurde. Ab 1967 war er dort Assistenzprofessor, 1973 habilitierte er sich (sowjetischer Doktorgrad) in Leningrad. 1974 wurde er Professor an der Universität von Stony Brook in New York, 1981 an der Universität Paris und von 1982 bis heute am IHES in Bures-sur-Yvette bei Paris, wo er heute noch ständiges Mitglied ist. Außerdem wurde er 2008 Jay-Gould-Professor am Courant Institute of Mathematical Sciences of New York University.

## Forschung
In der geometrischen Gruppentheorie (als deren Begründer er Ende der 1980er Jahre gilt, in Erweiterung der Kombinatorischen Gruppentheorie, die insbesondere aus den Arbeiten von Max Dehn Anfang des 20. Jahrhunderts entstand) untersuchte Gromow Gruppen von polynomialer Wachstumsordnung und führte den Begriff der hyperbolischen Gruppen ein. In der symplektischen Topologie etablierte er den Begriff der pseudoholomorphen Kurve. Sein Homotopieprinzip für Differentialrelationen ist wichtig in der Theorie der partiellen Differentialgleichungen; Gromow erweiterte dabei ältere Ansätze, unter anderem den von John Nash.
Insbesondere in der riemannschen Geometrie hat Gromow viele neue Sichtweisen eröffnet, beispielsweise indem er häufig asymptotische und globale Aspekte untersuchte und in Ungleichungen formulierte. Von ihm stammen Konzepte wie Fast-Flachheit (almost flatness) von Metriken und Zusammenhängen sowie simpliziales Volumen. Er beschäftigte sich auch mit Blätterungen, sub-riemannschen Mannigfaltigkeiten und Indextheorie von Operatoren.
Die Laudatio zum Abelpreis 2009 nannte folgende Beiträge Gromows zur Mathematik:
- eine entscheidende Rolle in der Kreation der modernen globalen Riemannschen Geometrie. Seine Lösungen wichtiger Probleme der Globalen Geometrie beruhten auf neuen, heute nach ihm benannten allgemeinen Konzepten wie der Konvergenz Riemannscher Mannigfaltigkeiten und dem Kompaktheitsprinzip.
- einer der Begründer der symplektischen Geometrie. Holomorphe Kurven, vorher ein wichtiges Werkzeug in der Geometrie komplexer Mannigfaltigkeiten, wurden von Gromow in seiner berühmten Arbeit 1985 zu J-holomorphen Kurven in symplektischen Mannigfaltigkeiten verallgemeinert. Das führte zur Theorie der Gromow-Witten-Invarianten, heute ein extrem aktives Gebiet mit Verbindungen zur modernen Quantenfeldtheorie und zur Kreation der symplektischen Topologie, und es durchdrang und veränderte viele andere Gebiete der Mathematik.
- seine Arbeit über Gruppen polynomiellen Wachstums, die mit ihren dort eingeführten Ideen zu einer völlig anderen Sichtweise auf diskrete unendliche Gruppen führte. Er entdeckte die Geometrie der endlich erzeugten Gruppen und löste verschiedene herausragende Probleme. Durch seinen geometrischen Zugang wurden komplizierte kombinatorische Argumente viel natürlicher und wirkungsvoller.

In den Jahren 1970 (A topological technique for the construction of solutions of differential equations and inequalities), 1978 (Synthetic geometry in Riemannian manifolds) und 1983 (Infinite groups as geometric objects) war er Invited Speaker auf den Internationalen Mathematikerkongressen (ICM). 1986 in Berkeley hielt er auf dem ICM einen Plenarvortrag zum Thema „Soft and Hard Symplectic Geometry“. 2012 hielt er einen Plenarvortrag auf dem Europäischen Mathematikerkongress (ECM) in Krakau (In a search for a structure).

## Sonstiges
Gromow war 2018 einer der 200 Unterzeichner eines Aufrufs in der Zeitung Le Monde, in der vor drastischen Folgen wie dem Aussterben der menschlichen Spezies gewarnt wurde, falls nicht rasch ein Umdenken in Problemfeldern wie dem Klimawandel und dem Artensterben und bei weiteren planetaren Grenzen geschieht.
Vom 21. Oktober 2011 bis zum 18. März 2012 fand in der Pariser Fondation Cartier die Ausstellung Mathematics: A Beautiful Elsewhere statt, für die unter anderem der Filmregisseur und Künstler David Lynch in Zusammenarbeit mit Gromow Exponate beisteuerte.

## Auszeichnungen und Mitgliedschaften
- Preis der Moskauer Mathematischen Gesellschaft (1971)
- Oswald-Veblen-Preis in Geometrie  (1981)
- Elie-Cartan-Preis der Académie des sciences (1984)
- Wolf-Preis (1993)
- Leroy P. Steele Prize der American Mathematical Society (1997)
- Lobatschewski-Medaille (1997)
- Balzan-Preis (1999)
- Kyoto-Preis (2002)
- Nemmers-Preis (2004)
- Bolyai-Medaille (2005)
- Abelpreis (2009) „für seine revolutionären Beiträge zur Geometrie“
- auswärtiges Mitglied der Royal Society (2011).

Er ist Ehrendoktor der Universitäten von Genf und Tel-Aviv.
Er ist Mitglied der Académie des sciences (1997), der Academia Europaea (1993), der American Academy of Arts and Sciences (1989), der National Academy of Sciences, der Russischen Akademie der Wissenschaften (2011), der Norwegischen Akademie der Wissenschaften und Ehrenmitglied der London Mathematical Society.

## Schriften

### Bücher
- Metric structures for Riemannian and non-Riemannian spaces (Anhänge von M. Katz, P. Pansu, S. Semmes), Birkhäuser 1999
- Partial Differential Relations, Springer Verlag, Ergebnisse der Mathematik und ihrer Grenzgebiete, 1986
- Asymptotic invariants of infinite groups. Geometric group theory, Vol. 2 (Sussex, 1991), London Math. Soc. Lecture Note Ser., 182, Cambridge Univ. Press, Cambridge, 1993.
- Spaces and Questions, in: Noga Alon u. a. (Herausgeber): Visions in Mathematics, Geometric and functional analysis, special volume, GAFA 2000, Birkhäuser, Band 1, S. 118–161
- mit Werner Ballmann, Viktor Schroeder: Manifolds of non positive curvature, Birkhäuser 1985

### Veröffentlichungen (Auswahl)
- Stable mappings of foliations into manifolds. (russisch) Izv. Akad. Nauk SSSR Ser. Mat. 33 1969 707–734.
- mit Wladimir Rochlin: Imbeddings and immersions in Riemannian geometry. (russisch) Uspehi Mat. Nauk 25 1970 no. 5 (155), 3–62.
- mit Blaine Lawson: The classification of simply connected manifolds of positive scalar curvature. Ann. of Math. (2) 111 (1980), no. 3, 423–434.
- Groups of polynomial growth and expanding maps. Inst. Hautes Études Sci. Publ. Math. No. 53 (1981), 53–73.
- mit Jeff Cheeger, Michael E. Taylor: Finite propagation speed, kernel estimates for functions of the Laplace operator, and the geometry of complete Riemannian manifolds. J. Differential Geom. 17 (1982), no. 1, 15–53.
- Volume and bounded cohomology. Inst. Hautes Études Sci. Publ. Math. No. 56 (1982), 5–99 (1983).
- Filling Riemannian manifolds. J. Differential Geom. 18 (1983), no. 1, 1–147.
- mit Blaine Lawson: Positive scalar curvature and the Dirac operator on complete Riemannian manifolds. Inst. Hautes Études Sci. Publ. Math. No. 58 (1983), 83–196 (1984).
- Pseudoholomorphic curves in symplectic manifolds. Invent. Math. 82 (1985), no. 2, 307–347.
- mit Jeff Cheeger: L2-cohomology and group cohomology. Topology 25 (1986), no. 2, 189–215.
- Hyperbolic groups. Essays in group theory, 75–263, Math. Sci. Res. Inst. Publ., 8, Springer, New York, 1987.
- mit Juri Burago, Grigori Perelman: A. D. Aleksandrov spaces with curvatures bounded below. (russisch) Uspekhi Mat. Nauk 47 (1992), no. 2(284), 3--51, 222
- mit Richard Schoen: Harmonic maps into singular spaces and p-adic superrigidity for lattices in groups of rank one. Inst. Hautes Études Sci. Publ. Math. No. 76 (1992), 165–246.
- Carnot-Carathéodory spaces seen from within. Sub-Riemannian geometry, 79–323, Progr. Math., 144, Birkhäuser, Basel, 1996.
- Random walk in random groups. Geom. Funct. Anal. 13 (2003), no. 1, 73–146.